# Bashkia e Patosit
Bashkia e Patosit är en kommun i Albanien.   Den ligger i prefekturen Qarku i Fierit, i den centrala delen av landet, 70 kilometer söder om huvudstaden Tirana.
Trakten runt Bashkia e Patosit består till största delen av jordbruksmark.  Runt Bashkia e Patosit är det ganska tätbefolkat, med 199 invånare per kvadratkilometer.